# Puyravault (Vendée)
Pour les articles homonymes, voir Puyravault.
Puyravault est une commune française située dans le département de la Vendée, en région Pays de la Loire.

## Géographie
Le territoire municipal de Puyravault s'étend sur 1 725 hectares. L'altitude moyenne de la commune est de 2 mètres, avec des niveaux fluctuant entre 0 et 7 mètres,.

### Communes limitrophes
|                      | Moreilles           |                             |
| Champagné-les-Marais | Puyravault          | Sainte-Radégonde-des-Noyers |
|                      | Baie de l'Aiguillon |                             |

### Climat
Pour des articles plus généraux, voir Climat des Pays de la Loire et Climat de la Vendée.
En 2010, le climat de la commune est de type climat océanique altéré, selon une étude du CNRS s'appuyant sur une série de données couvrant la période 1971-2000. En 2020, Météo-France publie une typologie des climats de la France métropolitaine dans laquelle la commune est exposée à un climat océanique et est dans une zone de transition entre les régions climatiques « Bretagne orientale et méridionale, Pays nantais, Vendée » et « Littoral charentais et aquitain ». 
Pour la période 1971-2000, la température annuelle moyenne est de 12,4 °C, avec une amplitude thermique annuelle de 13,7 °C. Le cumul annuel moyen de précipitations est de 774 mm, avec 12,1 jours de précipitations en janvier et 6 jours en juillet. Pour la période 1991-2020, la température moyenne annuelle observée sur la station météorologique de Météo-France la plus proche, sur la commune de Marans à 10 km à vol d'oiseau, est de 13,2 °C et le cumul annuel moyen de précipitations est de 739,6 mm,. Pour l'avenir, les paramètres climatiques de la commune estimés pour 2050 selon différents scénarios d'émission de gaz à effet de serre sont consultables sur un site dédié publié par Météo-France en novembre 2022.

## Urbanisme

### Typologie
Au 1er janvier 2024, Puyravault est catégorisée bourg rural, selon la nouvelle grille communale de densité à sept niveaux définie par l'Insee en 2022.
Elle est située hors unité urbaine. Par ailleurs la commune fait partie de l'aire d'attraction de La Rochelle, dont elle est une commune de la couronne,. Cette aire, qui regroupe 72 communes, est catégorisée dans les aires de 200 000 à moins de 700 000 habitants,.
La commune, bordée par l'océan Atlantique, est également une commune littorale au sens de la loi du 3 janvier 1986, dite loi littoral. Des dispositions spécifiques d’urbanisme s’y appliquent dès lors afin de préserver les espaces naturels, les sites, les paysages et l’équilibre écologique du littoral, tel le principe d'inconstructibilité, en dehors des espaces urbanisés, sur la bande littorale des 100 mètres, ou plus si le plan local d’urbanisme le prévoit.

### Occupation des sols
L'occupation des sols de la commune, telle qu'elle ressort de la base de données européenne d’occupation biophysique des sols Corine Land Cover (CLC), est marquée par l'importance des territoires agricoles (92,4 % en 2018), en diminution par rapport à 1990 (93,7 %). La répartition détaillée en 2018 est la suivante : 
terres arables (48 %), prairies (41,4 %), zones urbanisées (3,8 %), zones agricoles hétérogènes (3 %), zones humides côtières (2 %), eaux maritimes (1,2 %), eaux continentales (0,5 %). L'évolution de l’occupation des sols de la commune et de ses infrastructures peut être observée sur les différentes représentations cartographiques du territoire : la carte de Cassini (XVIIIe siècle), la carte d'état-major (1820-1866) et les cartes ou photos aériennes de l'IGN pour la période actuelle (1950 à aujourd'hui).

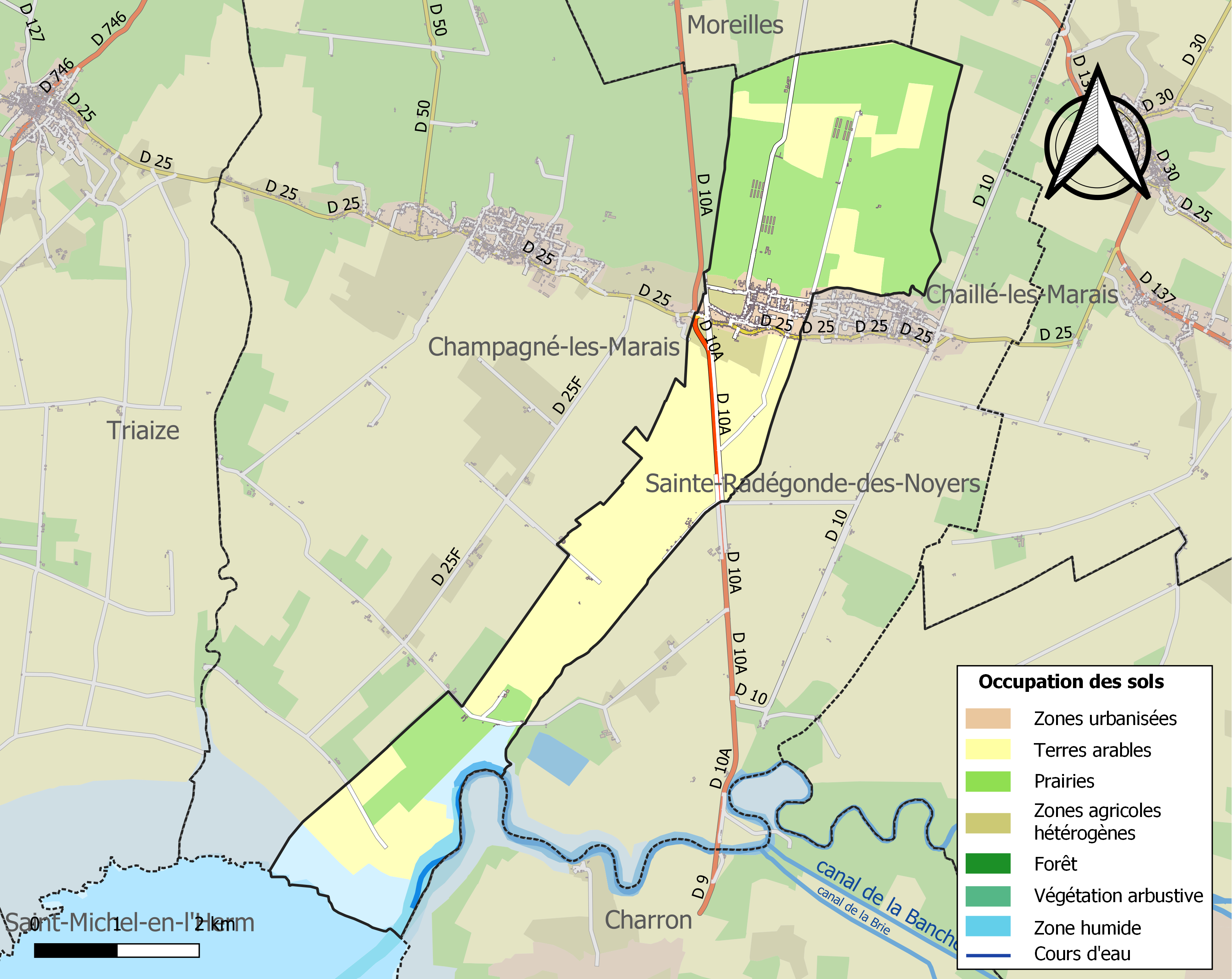
Carte des infrastructures et de l'occupation des sols de la commune en 2018 (CLC).

## Toponymie
(Puy) : du latin podium  « hauteur, lieu élevé ».

## Histoire
Au cœur du marais sud-vendéen, et à deux pas de la mer, Puyravault, comme toute la région, a une histoire liée à l'assèchement des marais. Une commanderie, élevée par les templiers au XIIe siècle et toujours visible, ainsi que l'église, témoignent de cette époque de développement important pour toute la région. Le passage des templiers, puis des hospitaliers de Saint-Jean de Jérusalem qui leur succèdent, a marqué Puyravault et permis l'assèchement des marais. De nos jours, Puyravault est une commune agricole.

## Politique et administration

### Liste des maires
| Période                                  | Période                          | Identité           | Étiquette | Qualité          |
| ---------------------------------------- | -------------------------------- | ------------------ | --------- | ---------------- |
|                                          | 1934                             | Jean Poissonnet    |           |                  |
| 1934                                     | 1935                             | Ferdinand Delavaud |           |                  |
| 1935                                     | 1944                             | Julien Maillet     |           |                  |
| 1944                                     | 1953                             | Georges Chaigneau  |           |                  |
| 1953                                     | 1971                             | Kléber Pageaud     |           |                  |
| 1971                                     | 1977                             | Pierre Arnaud      |           |                  |
| 1977                                     | 2001                             | Henri Picoron      |           |                  |
| 2001                                     | 26 mars 2014                     | Jean-Paul Roy      |           | Retraité         |
| 26 mars 2014                             | 22 octobre 2016 (démissionnaire) | Micheline Girard   | DVG       |                  |
| 16 décembre 2016                         | 18 mai 2020                      | René Lemoine       |           | Cadre commercial |
| 18 mai 2020                              | En cours                         | Charlotte Vigneux  |           | Enseignante      |
| Les données manquantes sont à compléter. |                                  |                    |           |                  |

## Population et société

### Démographie

#### Évolution démographique
L'évolution du nombre d'habitants est connue à travers les recensements de la population effectués dans la commune depuis 1793. Pour les communes de moins de 10 000 habitants, une enquête de recensement portant sur toute la population est réalisée tous les cinq ans, les populations de référence des années intermédiaires étant quant à elles estimées par interpolation ou extrapolation. Pour la commune, le premier recensement exhaustif entrant dans le cadre du nouveau dispositif a été réalisé en 2007.

En 2022, la commune comptait 646 habitants, en évolution de −3,87 % par rapport à 2016 (Vendée : +5,33 %, France hors Mayotte : +2,11 %).
| 1793 | 1800 | 1806 | 1821 | 1831 | 1836 | 1841 | 1846 | 1851 |
| ---- | ---- | ---- | ---- | ---- | ---- | ---- | ---- | ---- |
| 397  | 419  | 400  | 539  | 585  | 642  | 626  | 651  | 649  |

| 1856 | 1861 | 1866 | 1872 | 1876 | 1881 | 1886 | 1891 | 1896 |
| ---- | ---- | ---- | ---- | ---- | ---- | ---- | ---- | ---- |
| 670  | 681  | 681  | 643  | 684  | 720  | 671  | 684  | 678  |

| 1901 | 1906 | 1911 | 1921 | 1926 | 1931 | 1936 | 1946 | 1954 |
| ---- | ---- | ---- | ---- | ---- | ---- | ---- | ---- | ---- |
| 646  | 618  | 596  | 508  | 503  | 485  | 466  | 406  | 413  |

| 1962 | 1968 | 1975 | 1982 | 1990 | 1999 | 2006 | 2007 | 2012 |
| ---- | ---- | ---- | ---- | ---- | ---- | ---- | ---- | ---- |
| 389  | 351  | 348  | 389  | 438  | 531  | 624  | 637  | 679  |

| 2017 | 2022 | - | - | - | - | - | - | - |
| ---- | ---- | - | - | - | - | - | - | - |
| 663  | 646  | - | - | - | - | - | - | - |

#### Pyramide des âges
En 2018, le taux de personnes d'un âge inférieur à 30 ans s'élève à 29,8 %, soit en dessous de la moyenne départementale (31,6 %). À l'inverse, le taux de personnes d'âge supérieur à 60 ans est de 32,5 % la même année, alors qu'il est de 31,0 % au niveau départemental.
En 2018, la commune comptait 323 hommes pour 340 femmes, soit un taux de 51,28 % de femmes, légèrement supérieur au taux départemental (51,16 %).
Les pyramides des âges de la commune et du département s'établissent comme suit.
| Hommes | Classe d’âge | Femmes |
| ------ | ------------ | ------ |
| 1,2    | 90 ou +      | 3,6    |
| 10,7   | 75-89 ans    | 14,9   |
| 18,2   | 60-74 ans    | 16,1   |
| 18,4   | 45-59 ans    | 20,4   |
| 19,2   | 30-44 ans    | 17,5   |
| 15,6   | 15-29 ans    | 13,1   |
| 16,7   | 0-14 ans     | 14,4   |

| Hommes | Classe d’âge | Femmes |
| ------ | ------------ | ------ |
| 0,8    | 90 ou +      | 2,2    |
| 8,7    | 75-89 ans    | 11,1   |
| 20,3   | 60-74 ans    | 21,3   |
| 20     | 45-59 ans    | 19,4   |
| 17,5   | 30-44 ans    | 16,8   |
| 15     | 15-29 ans    | 13,2   |
| 17,7   | 0-14 ans     | 16,1   |

## Lieux et monuments
- Chapelle templière puis église paroissiale Notre-Dame-de-l'Assomption de Puyravault, datant du XIIe, rue de la Garne.

## Personnalités liées à la commune
Le 7 septembre 1469, le roi Louis XI (1423-1483) y vint pour une réconciliation avec son frère Charles de Guyenne,. En effet, ce village était, à cette époque-là, situé entre le royaume de France et la Guyenne. C'est la raison pour laquelle Puyravault eut été choisi par Louis XI et proposé à son frère.